# 숲레밍
숲레밍(Myopus schisticolor)은 비단털쥐과에 속하는 설치류의 일종이다. 숲레밍속(Myopus)의 유일종이다. 대륙밭쥐류와 레밍류, 사향쥐와 같은 설치류를 포함하고 있는 물밭쥐아과에 속한다. 중국과 핀란드, 몽골, 노르웨이, 러시아, 스웨덴의 타이가 생물 군계에서 발견된다.